# カラーチャート

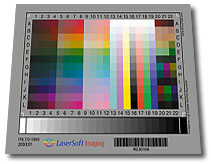
IT8.7 Target (LaserSoft Imaging)

カラーチャート（英語: color chart）とは、「色」の「表」、つまり色見本を配列した板状の物体であり、画像システムの色彩再現性をチェックするなど色の比較・測定に用いる。デジタルカメラやスキャナーなどのグラフィック機器を較正したり特徴を明らかにするのに使われる。
フィルムスキャナーにおいては、IT8ターゲットが標準規格となっており、Coloraid.de、富士フイルム、コダック、LaserSoft Imaging といった企業がIT8ターゲットを製造している。
デジタルカメラにおいては、実世界のスペクトル反射特性を反映したX-Rite (旧Macbeth)のColorCheckerが使われている。
照明の演色性の評価にも使うことができ、マンセルの色見本からの反射を評価する。

## カラーチェッカー

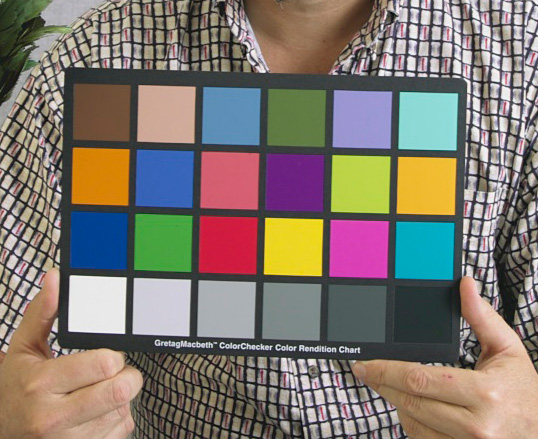
カラーチェッカー、色表現チャート

カラーチェッカーは24の矩形の色見本が並んだ板であり、マンセル表色系に基づいている。1976年に登場した“Macbeth ColorChecker”が最初である。そのメーカーだった Gretag–Macbeth は2006年、X-Riteに買収された。

## 物体色用の規格

Felix von Luschan による肌色のカラーチャート

DICカラーガイド
DICの製品で、カラーガイドシリーズとカラーチャートシリーズに類別されている。特に日本で印刷用インクの特色のマッチングに使われる。同様のものとして東洋インキのカラーファインダーがある。
日本塗料工業会標準色
日塗工あるいはJPMA標準色。日本塗料工業会が定める塗料の色標準。現在の日本の塗料の色標準、この標準番号を使えばメーカーからその色の塗料が購入できる。
パントン
米国の企業、パントン社の製品。デザイン、工業、繊維、建築分野などで広く使われている。
RAL (Reichsausschuß für Lieferbedingungen)
ヨーロッパで使われている規格。"Classic" と "Design" がある。
ナチュラルカラーシステム (NCS Palette)
スウェーデンの工業規格。

## ウェブ上のカラーチャート
ウェブページに限ったことではないが、色を使う場合、上手に色を用いれば大変読みやすく見栄えもよくなるが、色遣いがまずければ、かえって読みにくくなり見栄えも悪くなる。コンテンツによっては色覚異常者に対する配慮も必要となるだろう。（ユニバーサルデザインも参照）
また、色を表示できない環境もあり、また同じ色でも、ディスプレイによって濃く表示されたり薄く表示されたりするため、色が自分の見ているとおりに表示されない環境でも読めるような配慮が必要である。（アクセシビリティも参照）

### 基本16色
基本16色または標準16色 (Basic 16 Colors) とは、HTMLにおいて「色名」で指定して表示が可能な16種類の色である。
内訳は、「FFと00の組合せ8色」と「80と00の組合せ8色」で#000000（Black）が重複し、#C0C0C0（Silver）を加えた16色。
- 上段: 指定した色名またはRGB値（16進表記）
- 下段: 上段の文字列で指定した色の表示部

| HTML 4.0のcolor属性で指定可能な16色 |         |         |         |
| Red                                 | Maroon  | Fuchsia | Purple  |
|                                     |         |         |         |
| #FF0000                             | #800000 | #FF00FF | #800080 |
|                                     |         |         |         |
| Lime                                | Green   | Yellow  | Olive   |
|                                     |         |         |         |
| #00FF00                             | #008000 | #FFFF00 | #808000 |
|                                     |         |         |         |
| Blue                                | Navy    | Aqua    | Teal    |
|                                     |         |         |         |
| #0000FF                             | #000080 | #00FFFF | #008080 |
|                                     |         |         |         |
| White                               | Silver  | Gray    | Black   |
|                                     |         |         |         |
| #FFFFFF                             | #C0C0C0 | #808080 | #000000 |
|                                     |         |         |         |

### ウェブセーフカラー
ウェブセーフカラー（Web Safe Color、Webセーフカラー）は、ウェブ上の色をRGB値の三原色をそれぞれ6段階に分割し、"00", "33", "66", "99", "cc", "ff" の6種類のみを組み合わせた216色のことである。閲覧環境に左右されることが少ないため「セーフ」と付く。8bitカラー（=256色）環境、24bitカラー（=16777216色）環境では共通した色が出るものの、16bitカラー（=65536色）環境では"00", "ff"のみで組み合わせた8色以外は一致しない。さらにモニターやビデオカードの性能によってもWebセーフカラーでも表示される色は異なる。16bitカラー以上を表示可能なモニタが広く普及している21世紀初頭現在ではあまり意味のないものとなっている。
| #000000 | #000033 | #000066 | #000099 | #0000cc | #0000ff |
| #003300 | #003333 | #003366 | #003399 | #0033cc | #0033ff |
| #006600 | #006633 | #006666 | #006699 | #0066cc | #0066ff |
| #009900 | #009933 | #009966 | #009999 | #0099cc | #0099ff |
| #00cc00 | #00cc33 | #00cc66 | #00cc99 | #00cccc | #00ccff |
| #00ff00 | #00ff33 | #00ff66 | #00ff99 | #00ffcc | #00ffff |
| #330000 | #330033 | #330066 | #330099 | #3300cc | #3300ff |
| #333300 | #333333 | #333366 | #333399 | #3333cc | #3333ff |
| #336600 | #336633 | #336666 | #336699 | #3366cc | #3366ff |
| #339900 | #339933 | #339966 | #339999 | #3399cc | #3399ff |
| #33cc00 | #33cc33 | #33cc66 | #33cc99 | #33cccc | #33ccff |
| #33ff00 | #33ff33 | #33ff66 | #33ff99 | #33ffcc | #33ffff |
| #660000 | #660033 | #660066 | #660099 | #6600cc | #6600ff |
| #663300 | #663333 | #663366 | #663399 | #6633cc | #6633ff |
| #666600 | #666633 | #666666 | #666699 | #6666cc | #6666ff |
| #669900 | #669933 | #669966 | #669999 | #6699cc | #6699ff |
| #66cc00 | #66cc33 | #66cc66 | #66cc99 | #66cccc | #66ccff |
| #66ff00 | #66ff33 | #66ff66 | #66ff99 | #66ffcc | #66ffff |
| #990000 | #990033 | #990066 | #990099 | #9900cc | #9900ff |
| #993300 | #993333 | #993366 | #993399 | #9933cc | #9933ff |
| #996600 | #996633 | #996666 | #996699 | #9966cc | #9966ff |
| #999900 | #999933 | #999966 | #999999 | #9999cc | #9999ff |
| #99cc00 | #99cc33 | #99cc66 | #99cc99 | #99cccc | #99ccff |
| #99ff00 | #99ff33 | #99ff66 | #99ff99 | #99ffcc | #99ffff |
| #cc0000 | #cc0033 | #cc0066 | #cc0099 | #cc00cc | #cc00ff |
| #cc3300 | #cc3333 | #cc3366 | #cc3399 | #cc33cc | #cc33ff |
| #cc6600 | #cc6633 | #cc6666 | #cc6699 | #cc66cc | #cc66ff |
| #cc9900 | #cc9933 | #cc9966 | #cc9999 | #cc99cc | #cc99ff |
| #cccc00 | #cccc33 | #cccc66 | #cccc99 | #cccccc | #ccccff |
| #ccff00 | #ccff33 | #ccff66 | #ccff99 | #ccffcc | #ccffff |
| #ff0000 | #ff0033 | #ff0066 | #ff0099 | #ff00cc | #ff00ff |
| #ff3300 | #ff3333 | #ff3366 | #ff3399 | #ff33cc | #ff33ff |
| #ff6600 | #ff6633 | #ff6666 | #ff6699 | #ff66cc | #ff66ff |
| #ff9900 | #ff9933 | #ff9966 | #ff9999 | #ff99cc | #ff99ff |
| #ffcc00 | #ffcc33 | #ffcc66 | #ffcc99 | #ffcccc | #ffccff |
| #ffff00 | #ffff33 | #ffff66 | #ffff99 | #ffffcc | #ffffff |